# Tarucus indica
Tarucus indica är en fjärilsart som beskrevs av Evans 1932. Tarucus indica ingår i släktet Tarucus och familjen juvelvingar. Inga underarter finns listade i Catalogue of Life.